# Gradi dell'esercito egiziano
I gradi dell'esercito egiziano furono cambiati dopo la rivoluzione egiziana del 1952 che ha abolito la monarchia e trasformato l'Egitto in una repubblica. Nel 1958 la corona venne sostituita dall'Aquila di Saladino e la denominazione dei gradi turco-egiziani sostituiti con la denominazione araba.
Il più alto grado dell'esercito egiziano è Mushīr, omologo del Feldmaresciallo o maresciallo di campo di altri Paesi. Tale grado è stato raggiunto dall'attuale Presidente Al-Sisi e dal suo predecessore Moḥammed Ḥoseyn Ṭanṭāwī, mentre l'ex presidente Mubārak proveniente dall'Aeronautica, in cui ricopriva l'incarico di capo di stato maggiore, aveva raggiunto il grado di maresciallo dell'aria.
I gradi Turco-Egiziani degli ufficiali vennero usati dal Regno d'Egitto dal 1922 fino al 1958. Le denominazioni turco-egiziane derivavano dal turco ottomano e dall'arabo e derivavano almeno in parte dalle preesistenti strutture militari sviluppate con le riforme militari di Muhammad ʿAli Pascià. I gradi erano identici a quelli del British Army, essendo diventato di fatto l'Egitto un protettorato britannico a partire dal 1882. Alcuni gradi, pur rimanendo invariati nella denominazione cambiarono significato gerarchico rispetto al periodo ottomano, assumendo il valore gerarchico di quelli britannici: Līwa'ā, omologo del grado di brigadier generale, divenne omologo al Maggior generale, Amiralay, che era omologo del colonnello divenne omologo del Brigadiere, Qāʾim maqām che era omologo al tenente colonnello, divenne omologo del colonnello, Bimbashi che era mologo del maggiore, divenne omologo al tenente colonnello, Sagh Kol Aghasi, che era omologo al primo capitano dell'esercito ottomano, divenne omologo del maggiore dell'esercito britannico.
Con l'indipendenza dell'Egitto vennero invece cambiati i gradi di suttufficiali, graduati e truppa. Il grado di Shawish (شاويش) venne rinominatoRāqīb (رقيب) omologo del Sergente degli eserciti occidentali, il grado di 'Uwnmbashi (أونباشي) ridenominato Arīf (عريف)  omologo del Caporale degli eserciti occidentali, e il grado di Askari (عسكري) ridenominato Jundī (جندي), omologo del Soldato degli eserciti occidentali e grado più basso della gerarchia militare egiziana.
I gradi più alti durante l'occupazione britannica dell'Egitto venivano conferiti solamente ad ufficiali britannici. Il grado di Sirdar veniva conferito solamente al comandante in capo britannico dell'esercito egiziano.
Dopo la rivoluzione egiziana del 1952, che ha abolito la monarchia e trasformato l'Egitto in una repubblica e in seguito alla ristrutturazione dei gradi dell'esercito egiziano del 1958  la denominazione turco-egiziani dei gradi degli ufficiali venne sostituita con denominazione araba e la corona fu sostituita dall'Aquila di Saladino (in arabo: نسر صلاح الدين; translitterato: Nasr Ṣalāḥ al-Dīn), nota anche come aquila repubblicana (in arabo: النسر الجمهورى; translitterato: al-nasr al-jumhūrá), stemma dell'Egitto (in arabo egiziano: شعار مصر) e simbolo araldico utilizzato per il nazionalismo arabo. 

## Gradi Turco-Egiziani

### Gradi degli ufficiali
| Gradi degli ufficiali dell'esercito egiziano | Gradi degli ufficiali dell'esercito egiziano | Gradi degli ufficiali dell'esercito egiziano | Gradi degli ufficiali dell'esercito egiziano | Gradi degli ufficiali dell'esercito egiziano | Gradi degli ufficiali dell'esercito egiziano | Gradi degli ufficiali dell'esercito egiziano | Gradi degli ufficiali dell'esercito egiziano | Gradi degli ufficiali dell'esercito egiziano | Gradi degli ufficiali dell'esercito egiziano | Gradi degli ufficiali dell'esercito egiziano |
| Maresciallo                                  | Generale d'armata                            | T.te generale                                | Maggior generale                             | Brigadiere                                   | Colonnello                                   | T.te colonnello                              | Maggiore                                     | Capitano                                     | 1° Tenente                                   | 2° Tenente                                   |
| in arabo مشير‎? Mushīr                        | in arabo سردار‎? Sirdar                       | in arabo فريق‎? Farīq                         | in arabo لواء‎? Līwa'ā                        | in arabo أميرألاي‎? Amiralay                  | in arabo قائم مقام‎? Qāʾim maqām              | in arabo بكباشي‎? Bimbashi                    | in arabo صاغ‎? Sagh                           | in arabo يوزباشي‎? Yuzbashi                   | in arabo ملازم أول‎? Mulāzīm 'awwāl           | in arabo ملازم ثاني‎? Mulāzīm thani           |
| -------------------------------------------- | -------------------------------------------- | -------------------------------------------- | -------------------------------------------- | -------------------------------------------- | -------------------------------------------- | -------------------------------------------- | -------------------------------------------- | -------------------------------------------- | -------------------------------------------- | -------------------------------------------- |
|                                              |                                              |                                              |                                              |                                              |                                              |                                              |                                              |                                              |                                              |                                              |
|                                              |                                              |                                              |                                              |                                              |                                              |                                              |                                              |                                              |                                              |                                              |

### Gradi di sottufficiali e comuni
| Sergenti e graduati             | Sergenti e graduati      | Sergenti e graduati            | Truppa                   |
| Sergente maggiore               | Sergente                 | Caporale                       | Soldato                  |
| in arabo باشجاويش‎? (Bashjawish) | in arabo شاويش‎? (Jawish) | in arabo أونباشي‎? ('Uwnmbashi) | in arabo عسكري‎? (Askari) |
| ------------------------------- | ------------------------ | ------------------------------ | ------------------------ |
|                                 |                          |                                |                          |

## Regno d'Egitto

### Gradi degli ufficiali
| Gradi degli ufficiali dell'esercito egiziano | Gradi degli ufficiali dell'esercito egiziano | Gradi degli ufficiali dell'esercito egiziano | Gradi degli ufficiali dell'esercito egiziano | Gradi degli ufficiali dell'esercito egiziano | Gradi degli ufficiali dell'esercito egiziano | Gradi degli ufficiali dell'esercito egiziano | Gradi degli ufficiali dell'esercito egiziano | Gradi degli ufficiali dell'esercito egiziano | Gradi degli ufficiali dell'esercito egiziano | Gradi degli ufficiali dell'esercito egiziano |
| Maresciallo                                  | Generale d'armata                            | T.te generale                                | Maggior generale                             | Brigadiere                                   | Colonnello                                   | T.te colonnello                              | Maggiore                                     | Capitano                                     | 1° Tenente                                   | 2° Tenente                                   |
| in arabo مشير‎? Mushīr                        | in arabo سردار‎? Sirdar                       | in arabo فريق‎? Farīq                         | in arabo لواء‎? Līwa'ā                        | in arabo أميرألاي‎? Amiralay                  | in arabo قائم مقام‎? Qāʾim maqām              | in arabo بكباشي‎? Bimbashi                    | in arabo صاغ‎? Sagh                           | in arabo يوزباشي‎? Yuzbashi                   | in arabo ملازم أول‎? Mulāzīm 'awwāl           | in arabo ملازم ثاني‎? Mulāzīm thani           |
| -------------------------------------------- | -------------------------------------------- | -------------------------------------------- | -------------------------------------------- | -------------------------------------------- | -------------------------------------------- | -------------------------------------------- | -------------------------------------------- | -------------------------------------------- | -------------------------------------------- | -------------------------------------------- |
|                                              |                                              |                                              |                                              |                                              |                                              |                                              |                                              |                                              |                                              |                                              |
|                                              |                                              |                                              |                                              |                                              |                                              |                                              |                                              |                                              |                                              |                                              |

### Gradi di sottufficiali e comuni
| Marescialli              | Sergenti e graduati               | Sergenti e graduati    | Sergenti e graduati   | Sergenti e graduati               | Truppa                 | Truppa |
| Aiutante                 | Primo sergente                    | Sergente               | Caporale              | Soldato scelto                    | Soldato                |        |
| in arabo مساعد‎? (Musāīd) | in arabo رقيب أول‎? (Rāqīb 'awwāl) | in arabo رقيب‎? (Rāqīb) | in arabo عريف‎? (Arīf) | in arabo جندي أول‎? (Jundī 'awwāl) | in arabo جندى‎? (Jundī) |        |
| ------------------------ | --------------------------------- | ---------------------- | --------------------- | --------------------------------- | ---------------------- | ------ |
|                          |                                   |                        |                       |                                   |                        |        |

## Gradi attuali

### Gradi degli ufficiali
| Ufficiali               | Ufficiali                         | Ufficiali              | Ufficiali               | Ufficiali             | Ufficiali             | Ufficiali                 | Ufficiali              | Ufficiali              | Ufficiali                            | Ufficiali                 |
| Maresciallo             | Generale d'armata                 | T.te generale          | M. generale             | Brigadiere            | Colonnello            | T.te colonnello           | Maggiore               | Capitano               | 1° Tenente                           | Tenente                   |
| in arabo مشير‎? (Mushīr) | in arabo فريق أول‎? (Farīq 'awwāl) | in arabo فريق‎? (Fārīq) | in arabo لواء‎? (Līwa'ā) | in arabo عميد‎? (Amīd) | in arabo عقيد‎? (Aqīd) | in arabo مقدم‎? (Muqāddām) | in arabo رائد‎? (Rāyīd) | in arabo نقيب‎? (Nāqīb) | in arabo ملازم أول‎? (Mulāzīm 'awwāl) | in arabo ملازم‎? (Mulāzīm) |
| ----------------------- | --------------------------------- | ---------------------- | ----------------------- | --------------------- | --------------------- | ------------------------- | ---------------------- | ---------------------- | ------------------------------------ | ------------------------- |
|                         |                                   |                        |                         |                       |                       |                           |                        |                        |                                      |                           |
|                         |                                   |                        |                         |                       |                       |                           |                        |                        |                                      |                           |

### Gradi di sottufficiali e comuni
| Marescialli                          | Marescialli              | Sergenti e graduati               | Sergenti e graduati    | Sergenti e graduati   | Truppa'                           | Truppa'                |
| Primo Aiutante                       | Aiutante                 | Primo sergente                    | Sergente               | Caporale              | Soldato scelto                    | Soldato                |
| in arabo مساعد أول'‎? (Musaīd 'awwāl) | in arabo مساعد‎? (Musāīd) | in arabo رقيب أول‎? (Rāqīb 'awwāl) | in arabo رقيب‎? (Rāqīb) | in arabo عريف‎? (Arīf) | in arabo جندي أول‎? (Jundī 'awwāl) | in arabo جندى‎? (Jundī) |
| ------------------------------------ | ------------------------ | --------------------------------- | ---------------------- | --------------------- | --------------------------------- | ---------------------- |
|                                      |                          |                                   |                        |                       |                                   |                        |